# Langues hokanes
Pour les articles homonymes, voir hok.
Le hokan est une famille de langues dont l'existence est soutenue par certains linguistes américains. Cette famille de langues reste une hypothèse aux contours mal définis. 

## Les langues hokanes

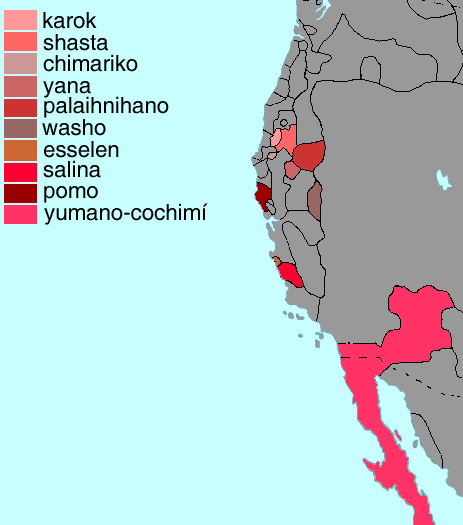
Les familles de langues de Californie intégrées dans l'hypothèse hokane

Les différentes familles de langues proposées pour être incluses dans le hokan sont les suivantes : 
- Langues shastanes
- Langues palaihnihanes
- Yana
- Karuk (Karok)
- Chimariko
- Langues pomo
- Washo
- Esselen
- Salinan
- Langues chumash
- Langues yumanes
- Seri
- Langues tequistlatèques ou chontal

## Code
- Code de langue IETF : hok